# Дейл Хаузнер и Сэмюэль Дитеман
Дейл Хауснер и Сэмюэль Дитеман — серийные убийцы, поджигатели, совершившие множество убийств и поджогов в Финиксе, штат Аризона, в период с мая 2005 года по август 2006 года. Они нападали на случайных пешеходов и животных, в основном делая это под воздействием метамфетамина. Эти расследования велись одновременно с поисками Марка Гудо, который также совершал случайные убийства и сексуальные нападения также в районе Финикса.

## Серия убийств
Хауснер и Дитеман были признаны виновными в следующих убийствах:
1. Дэвид Эстрада, 20 лет, застрелен 29 июня 2005 года.
2. Натаниэль Шоффнер, 44 года, убит 11 ноября 2005 года при попытке защитить собаку от выстрела.
3. Хосе Ортис, 44 года, убит 29 декабря 2005 года.
4. Марко Карильо, 28 лет, убит 29 декабря 2005 года.
5. Клаудия Гутьеррес-Круз, 20 лет, застрелена Дитеманом 2 мая 2006 года.

Последнее преступление произошло 30 июля 2006 года в Месе. По данным полиции, 22-летняя Робин Бласнек была застрелена примерно в 11:15 вечера, когда шла из дома своих родителей в дом подруги после ссоры со своим парнем. 3 августа полиция Феникса опубликовала заявление, в котором связала убийство Бласнек с серийным убийцей, ссылаясь на результаты экспертизы и другие сходства с прошлыми преступлениями.
Полиция Финикса первоначально считала, что этот преступник — один человек, ответственный за 4 убийства и 25 расстрелов, начиная с мая 2005 года, а серия из 13 расстрелов в том же районе — дело рук другого преступника. Однако 11 июля 2006 года следователи заявили, что, по их мнению, эти две серии убийств связаны между собой.

## Арест
31 июля 2006 года Хауснер и Дитеман стали подозреваемыми и были объявлены в розыск. Самая важная наводка поступила от Рона Хортона, друга Дитемана, который сказал, что Дитеман признался в причастности к расстрелам, будучи пьяным. Хортон сначала сомневался в серьёзности признания Дитемана, но обратился в полицию после убийства Робина Бласнека из Месы, штат Аризона, которая, по его словам, сильно на него повлияла.
3 августа 2006 года полиция арестовала обоих подозреваемых возле их квартиры в Месе. Утром 4 августа 2006 года полиция Финикса объявила, что произведены два ареста. Власти заявили, что они также связывают Хаузнера и Дитемана с двумя поджогами магазинов Wal-Mart 8 июня, начатыми с разницей в 45 минут друг от друга, которые нанесли ущерб на сумму от 7 до 10 миллионов долларов.

## Судебный процесс
В ходе одного судебного процесса Хауснер был признан виновным по 80 из 87 пунктам обвинения, включая убийство, покушение на убийство, поджог, жестокое обращение с животными, он был приговорён к шести смертным приговорам, а позже покончил жизнь самоубийством в тюрьме. Дитеман был приговорен к пожизненному заключению без возможности условно-досрочного освобождения. Брат Хаузнера Джефф, который также участвовал в перестрелках, был приговорён к 25 годам лишения свободы.